# Giro del Lazio 1981
Il Giro del Lazio 1981, quarantasettesima edizione della corsa, si svolse il 19 settembre 1981 su un percorso di 215 km. La vittoria fu appannaggio dell'italiano Gianbattista Baronchelli, che completò il percorso in 5h48'00", precedendo il connazionale Emanuele Bombini e il belga Jean-Marie Wampers.
Sul traguardo 42 ciclisti, su 89 partenti, portarono a termine la competizione.

## Ordine d'arrivo (Top 10)
| Pos. | Corridore                | Squadra               | Tempo    |
| ---- | ------------------------ | --------------------- | -------- |
| 1    | Gianbattista Baronchelli | Bianchi-Piaggio       | 5h48'00" |
| 2    | Emanuele Bombini         | Hoonved-Bottecchia    | a 4"     |
| 3    | Jean-Marie Wampers       | Santini-Selle Italia  | s.t.     |
| 4    | Roberto Ceruti           | Gis Gelati-Campagnolo | s.t.     |
| 5    | Bruno Leali              | Inoxpran              | s.t.     |
| 6    | Pierino Gavazzi          | Magniflex-Olmo        | s.t.     |
| 7    | Francesco Moser          | Famcucine-Campagnolo  | s.t.     |
| 8    | Claudio Torelli          | Famcucine-Campagnolo  | s.t.     |
| 9    | Josef Wehrli             | Cilo-Aufina           | s.t.     |
| 10   | Alfio Vandi              | Selle San Marco       | s.t.     |